# Novosergievskij rajon
Il Novosergievskij rajon (in russo Новосергиевский район?) è un rajon dell'Oblast' di Orenburg, nella Russia europea. Istituito nel 1934, il capoluogo è Novosergievka.